# Cascata di Massabari
La cascata di Massabari, nota anche come S'Istrampu de Massabari, è una cascata naturale della Sardegna situata in località Massabari, nei boschi del comune di Cuglieri, nella regione storica del Montiferru, in provincia di Oristano.

## Descrizione
La cascata è situata in mezzo al bosco fitto in fondo ad una gola della vallata del Rio S'Abba Lughida. È alta 9 m, compie un solo salto e al di sotto di essa è presente un laghetto. La portata d'acqua è attiva tutto l'anno ma si riduce durante l'estate.